# Nocarodes daghestanicus
Nocarodes daghestanicus är en insektsart som beskrevs av Boris Petrovich Uvarov 1928. Nocarodes daghestanicus ingår i släktet Nocarodes och familjen Pamphagidae. Inga underarter finns listade i Catalogue of Life.